# 684 (szám)
A 684 (római számmal: DCLXXXIV) egy természetes szám.

## A szám a matematikában
A tízes számrendszerbeli 684-es a kettes számrendszerben 1010101100, a nyolcas számrendszerben 1254, a tizenhatos számrendszerben 2AC alakban írható fel.
A 684 páros szám, összetett szám, Harshad-szám, kanonikus alakban a 22 · 32 · 191 szorzattal, normálalakban a 6,84 · 102 szorzattal írható fel. Tizenhat osztója van a természetes számok halmazán, ezek növekvő sorrendben: 1, 2, 3, 4, 6, 9, 12, 18, 19, 36, 38, 57, 76, 114, 171, 228, 342 és 684.